# 腓特烈斯哈根
腓特烈斯哈根（德語：Friedrichshagen，德語發音：[ˈfʁiːdʁɪçsˌhaːɡn̩] ⓘ，意为“腓特烈的树篱”）是德国柏林特雷普托-克珀尼克区的一个下属区，位于米格尔湖北岸。

## 地理
腓特烈斯哈根的中轴线为具有两百多年历史的伯尔舍街，街道两侧商店餐厅众多，既能满足本地居民生活所需，又可供散步消遣。
在伯尔舍街的尽头，米格尔湖堤坝和腓特烈斯哈根施普雷河隧道附近，是柏林公民酿造啤酒厂的厂房。在2010年关闭之前，该厂是柏林最古老的私营啤酒厂。